# Нортон (Нью-Брансвік)
Нортон (англ. Norton) — село в Канаді, у провінції Нью-Брансвік, у складі графства Кінгс.

## Населення
За даними перепису 2016 року, село нараховувало 1382 особи, показавши зростання на 6,2%, порівняно з 2011-м роком. Середня густина населення становила 18,3 осіб/км².
З офіційних мов обидвома одночасно володіли 140 жителів, тільки англійською — 1 230. Усього 15 осіб вважали рідною мовою не одну з офіційних.
Працездатне населення становило 62,2% усього населення, рівень безробіття — 9,3%.
Середній дохід на особу становив $35 578 (медіана $29 456), при цьому для чоловіків — $45 047, а для жінок $26 834 (медіани — $37 312 та $24 160 відповідно).
40,6% мешканців мали закінчену шкільну освіту, не мали закінченої шкільної освіти — 20,5%, 38,8% мали післяшкільну освіту, з яких 19,5% мали диплом бакалавра, або вищий.
| Статево-вікова структура населення | Статево-вікова структура населення | Статево-вікова структура населення | Статево-вікова структура населення | Статево-вікова структура населення |
| ---------------------------------- | ---------------------------------- | ---------------------------------- | ---------------------------------- | ---------------------------------- |
|                                    |                                    |                                    |                                    |                                    |
| Всього                             | Всього                             | 50,2%49,8%                         |                                    |                                    |
| 0 — 14 років                       | 0 — 14 років                       |                                    | 18,5%                              | 18,5%                              |
| 15 — 64 років                      | 15 — 64 років                      |                                    | 65,5%                              | 65,5%                              |
| 65 і більше                        | 65 і більше                        |                                    | 16%                                | 16%                                |
| 85 і більше                        | 85 і більше                        |                                    | 1,8%                               | 1,8%                               |
| Середній вік (років)               | Середній вік (років)               | 41,039,9                           | 40,5                               | 40,5                               |
| Медіана (років)                    | Медіана (років)                    | 42,5                               | 42,5                               | 42,5                               |
| — чоловіки — жінки                 |                                    |                                    |                                    |                                    |

| Походження мешканців:     | Походження мешканців:     | Походження мешканців: | Походження мешканців: | Походження мешканців: |
| ------------------------- | ------------------------- | --------------------- | --------------------- | --------------------- |
| Походження                |                           |                       | осіб                  | %                     |
| Корінні американці        | Корінні американці        |                       | 50                    | 3.64%                 |
| Інше північноамериканське | Інше північноамериканське |                       | 765                   | 55.64%                |
| Європейське               | Європейське               |                       | 890                   | 64.73%                |
| британське                | британське                |                       | 815                   | 59.27%                |
| французьке                | французьке                |                       | 120                   | 8.73%                 |
| українське                | українське                |                       | 15                    | 1.09%                 |
| Латинськоамериканське     | Латинськоамериканське     |                       | 10                    | 0.73%                 |
| Карибське                 | Карибське                 |                       | 10                    | 0.73%                 |
| Азійське                  | Азійське                  |                       | 10                    | 0.73%                 |

## Клімат
Середня річна температура становить 5,5°C, середня максимальна – 22,8°C, а середня мінімальна – -14,7°C. Середня річна кількість опадів – 1 183 мм.
| Клімат поселення                              | Клімат поселення | Клімат поселення | Клімат поселення | Клімат поселення | Клімат поселення | Клімат поселення | Клімат поселення | Клімат поселення | Клімат поселення | Клімат поселення | Клімат поселення | Клімат поселення | Клімат поселення |
| Показник                                      | Січ.             | Лют.             | Бер.             | Квіт.            | Трав.            | Черв.            | Лип.             | Серп.            | Вер.             | Жовт.            | Лист.            | Груд.            |                  |
| Середній максимум, °C                         | −2,42            | −1,27            | 4,06             | 10,28            | 16,68            | 21,42            | 22,82            | 22,17            | 17,80            | 12,00            | 6,26             | −0,85            |                  |
| Середня температура, °C                       | −8,56            | −7,42            | −2,08            | 4,14             | 10,54            | 15,28            | 18,48            | 17,82            | 13,45            | 7,67             | 1,92             | −5,18            |                  |
| Середній мінімум, °C                          | −14,71           | −13,55           | −8,22            | −2               | 4,40             | 9,15             | 14,13            | 13,48            | 9,12             | 3,33             | −2,41            | −9,52            |                  |
| Норма опадів, мм                              | 116              | 84               | 105              | 92               | 96               | 85               | 91               | 74               | 100              | 109              | 112              | 119              |                  |
| Середньомісячна швидкість вітру, м/с          | 3.68             | 3.65             | 3.81             | 3.71             | 3.33             | 2.92             | 2.62             | 2.50             | 2.76             | 3.12             | 3.40             | 3.64             |                  |
| Середньомісячна сонячна радіація, кДж/м²·день | 5288             | 8536             | 12216            | 15215            | 18198            | 20283            | 19954            | 17698            | 13306            | 8566             | 5034             | 4053             |                  |
| --------------------------------------------- | ---------------- | ---------------- | ---------------- | ---------------- | ---------------- | ---------------- | ---------------- | ---------------- | ---------------- | ---------------- | ---------------- | ---------------- | ---------------- |
| Джерело:                                      |                  |                  |                  |                  |                  |                  |                  |                  |                  |                  |                  |                  |                  |